# Ilona Béres
Dans le nom hongrois Béres Ilona, le nom de famille précède le prénom, mais cet article utilise l’ordre habituel en français Ilona Béres, où le prénom précède le nom.
Ilona Béres, née le 4 juin 1942 à Budapest, est une actrice hongroise.